# Riccardo Grandi
Riccardo Grandi (Roma, 23 aprile 1972) è un regista cinematografico e sceneggiatore italiano.

## Biografia
Inizia come grafico e direttore artistico nella società da lui fondata a 18 anni insieme a Paolo Cognetti, Davide Luchetti e Lorenzo Foschi, la Frame by Frame, con cui realizza grafiche e sigle per trasmissioni televisive tra cui anche una sigla del TG1 e una del TG3. Dal 1991 al 1995 collabora con Gianni Boncompagni al programma Non è la Rai. Sempre con Boncompagni collabora a Macao su Rai 2.
Dopo aver lavorato come motion-graphic designer nel 1998 inizia a muovere i primi passi come regista realizzando video musicali, promozionali e cortometraggi sperimentali. Collabora con il regista Ettore Scola alla realizzazione dell'ultima scena in animazione di un suo film La cena. Nello stesso anno inizia anche a collaborare in qualità di regista con alcuni canali satellitari tra cui Studio Universal e Fox. Nel 2000 dirige la prima e unica stagione di MTV RomaLive, un programma quotidiano di approfondimento su musica e spettacolo, prima trasmissione in diretta da Roma dell'emittente MTV. In seguito dirige alcuni programmi televisivi "evento" anche per la Rai. 
Nel 2004 lascia la Frame by Frame e lavora per due anni in esclusiva per la Colorado Film come regista di spot pubblicitari. Tra i principali: Banca Intesa, Bayer, Bolton, Bose, Carlsberg, Chrysler, Corriere della Sera, De Longhi, Disney Channel, Emergency, Enciclopedia Treccani, Fiat Lancia, Gatorade, Henkel, Hyundai, Hsbc, Kinder Ferrero, Lines, McDonald's, Mcvitie's, Menarini, Nissan, Oreo, Pirelli, Poste Italiane, Sky Arte, Sony PlayStation, Samsung, Sottilette Kraft, Tim, Vetril, Vichy. Ha realizzato anche campagne sociali no profit come quelle per: FAO, Nazioni Unite Agenzia per i rifugiati, Peace Reporter e Amnesty International. 
Nel 2008 dirige per Rai 2 di La linea d'ombra, una docu-fiction in 8 episodi sui serial killer più celebri del mondo. Tra il 2008 e il 2009 ha diretto una serie di spot per Sky Italia con Carlo Verdone, Rosario Fiorello e Lucio Dalla. Nel 2009 dirige Tutto l'amore del mondo, primo lungometraggio cinematografico uscito in sala il 19 marzo 2010 e distribuito da Medusa Film.
Nel 2019 per la Rai è regista e co-sceneggiatore di Passeggeri notturni, serie tratta dalle raccolte di racconti di Gianrico Carofiglio. Nel 2020 scrive e dirige Weekend, mistery-thriller distribuito da Eagle Pictures.

## Filmografia

### Cinema
- Yulia - cortometraggio (2005)
- Tutto l'amore del mondo (2010)
- Weekend (2020)

### Televisione
- Gin & Fizz - Il Noir – 8 episodi (2001)
- La linea d'ombra – 8 episodi (2008)
- Ombrelloni – 30 episodi (2013)
- Passeggeri notturni - 10 episodi (2019)

### Programmi televisivi
- Jack Folla - Alcatraz, 11 puntate (regia delle clip, Rai 2, 2000)
- Romalive, 200 puntate (Mtv, 2000)
- Notre Dame De Paris (regista segmenti di programma) (Rai 2, 2002)
- Danger Zone - 8 puntate (Sky Cinema, 2006)

### Videoclip
- 2007: Subsonica - Quattrodieci - Lost
- 2013: Daniele Silvestri - Il bisogno di te